# پتر بیسترون
پتر بیسترون یک سیاستمدار آلمانی و نماینده بوندستاگ است. او از اعضای حزب آلترناتیو برای آلمان است. او از ناحیه شمال مونیخ برای انتخابات فدرال آلمان (۲۰۱۷) نامزد و پیروز شد. او سخنگوی روابط خارجی حزب آلترناتیو برای آلمان در بوندستاگ است.